# Kasteel van Messancy

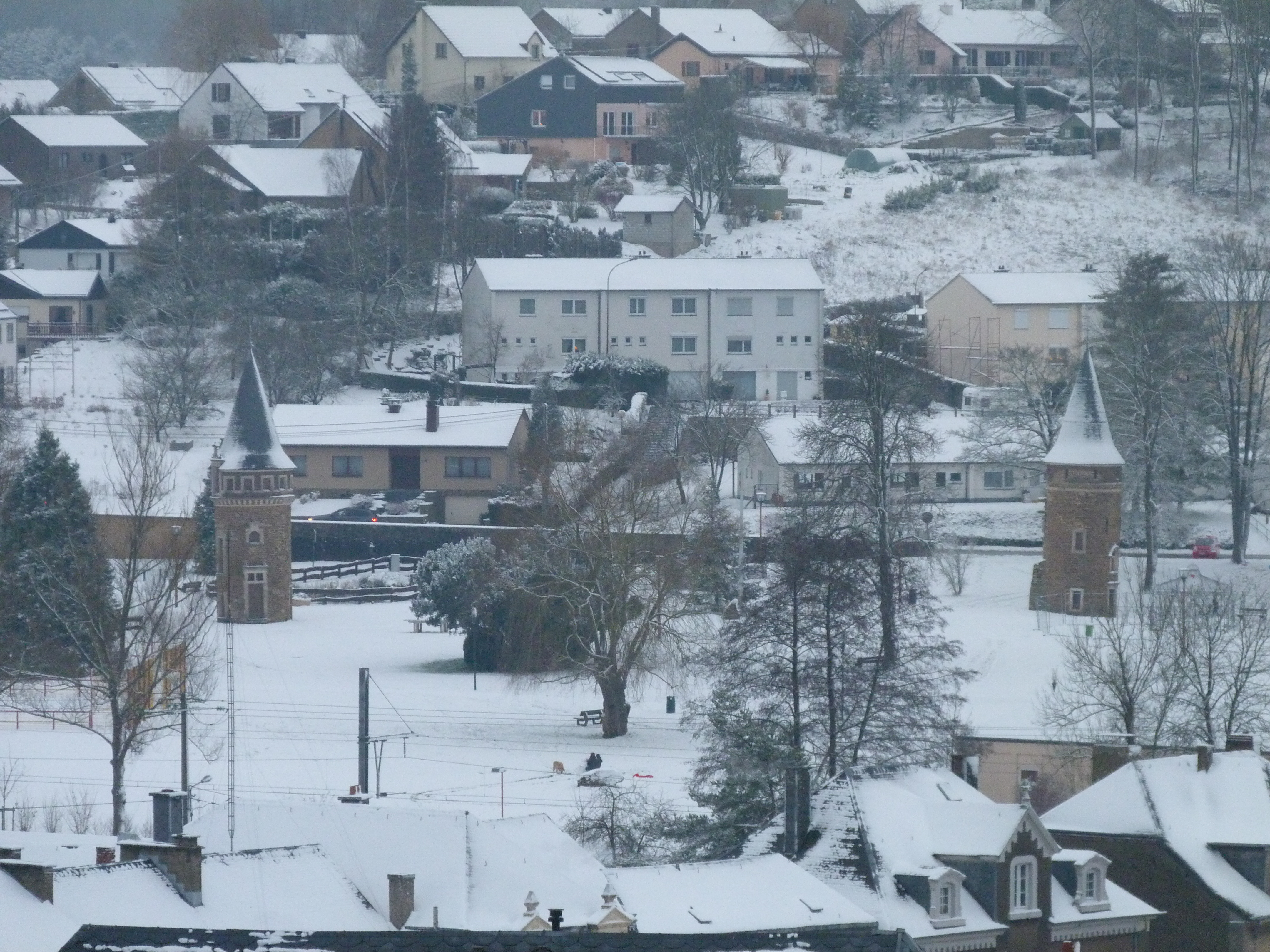
de twee overgebleven torens

Het kasteel van Messancy of kasteel Mathelin, of wat er overblijft, is gelegen in het park van Messancy aan de rivier Messancy in de provincie Luxemburg. Er zijn nog twee buitenste torens van het kasteel over nadat de rest werd verwoest door brand in 1979.
De eerste aantekeningen van een kasteel zijn van 1377. In 1646 brandde het af, nadat het door de Franse troepen tijdens de invasie van de regio Longwy in brand was gestoken.
Pas in 1792 werd door Arnould Francis de Tornaco  een nieuw kasteel gebouwd. Het is een U-vormig gebouw, met een eregevel en twee zijvleugels. Het gebouw werd snel verlaten door de familie van Tornaco door oprukken van de Franse Revolutie van 1789 en werd eigendom van John Joseph Mathelin, burgemeester Messancy. Het kasteel werd verder uitgebreid in 1912. 
Na de dood Isabelle Mathelin in 1967 werd het kasteel verkocht aan de stad van Messancy. In 1979 brandde het leegstaande kasteel af. De ruïne van het kasteel werd vervolgens afgebroken en omgevormd tot openbaar park, officieel geopend op 4  juni 1988.